# Claude de Bellièvre (échevin)
Pour les articles homonymes, voir Claude de Bellièvre.
Pour les autres membres de la famille, voir Famille de Bellièvre.
 (mai 2018).
Claude de Bellièvre est un échevin lyonnais (Lyon, 1487 - Lyon, 1557) et un lettré humaniste passionné d'antiquité.

## Biographie
Membre d'une famille importante de la cité rhodanienne, fils de Barthélémy de Bellièvre, notaire et échevin, il fait ses études à Toulouse et en Italie. Docteur en droit, il devient rapidement une notabilité de la ville. Deux fois échevin (en 1523 et 1528), puis fait échevin honoraire à perpétuité, il est également conseiller du gouverneur de Lyon Pomponne de Trivulce.
En 1532, il devient avocat du roi en la sénéchaussée de Lyon. En 1536, il est procureur général au Parlement du Dauphiné. La même année, il demande au roi la création d'un parlement à Lyon, sans succès. En 1537, il acquiert le château de Hautefort, près de Voiron, et devient Seigneur de Hautefort. En 1541, il devient Premier président du Parlement du Dauphiné. Il doit quitter son poste en 1544, accusé de malversations, et est acquitté par la suite.
Revenu à Lyon, il s'adonne à l'archéologie et l'Histoire, Déjà durant sa vie publique lyonnaise, il avait poussé la ville à acheter la table claudienne. Il rassemble dans sa demeure au Gourguillon de nombreux livres et objets antiques. Il les décrit dans un ouvrage : Lugdunum Priscus.
De sa femme Louise Faye, de la famille des Paterin, il a trois fils, dont Pomponne de Bellièvre et Jean de Bellièvre. Il est le grand-père de Albert de Bellièvre et Claude de Bellièvre.